# Juditha bahiana
Juditha bahiana är en fjärilsart som beskrevs av Hans Ferdinand Emil Julius Stichel 1929. Juditha bahiana ingår i släktet Juditha och familjen Riodinidae. Inga underarter finns listade i Catalogue of Life.